# Leichtathletik-Europameisterschaften 2002/Hochsprung der Männer

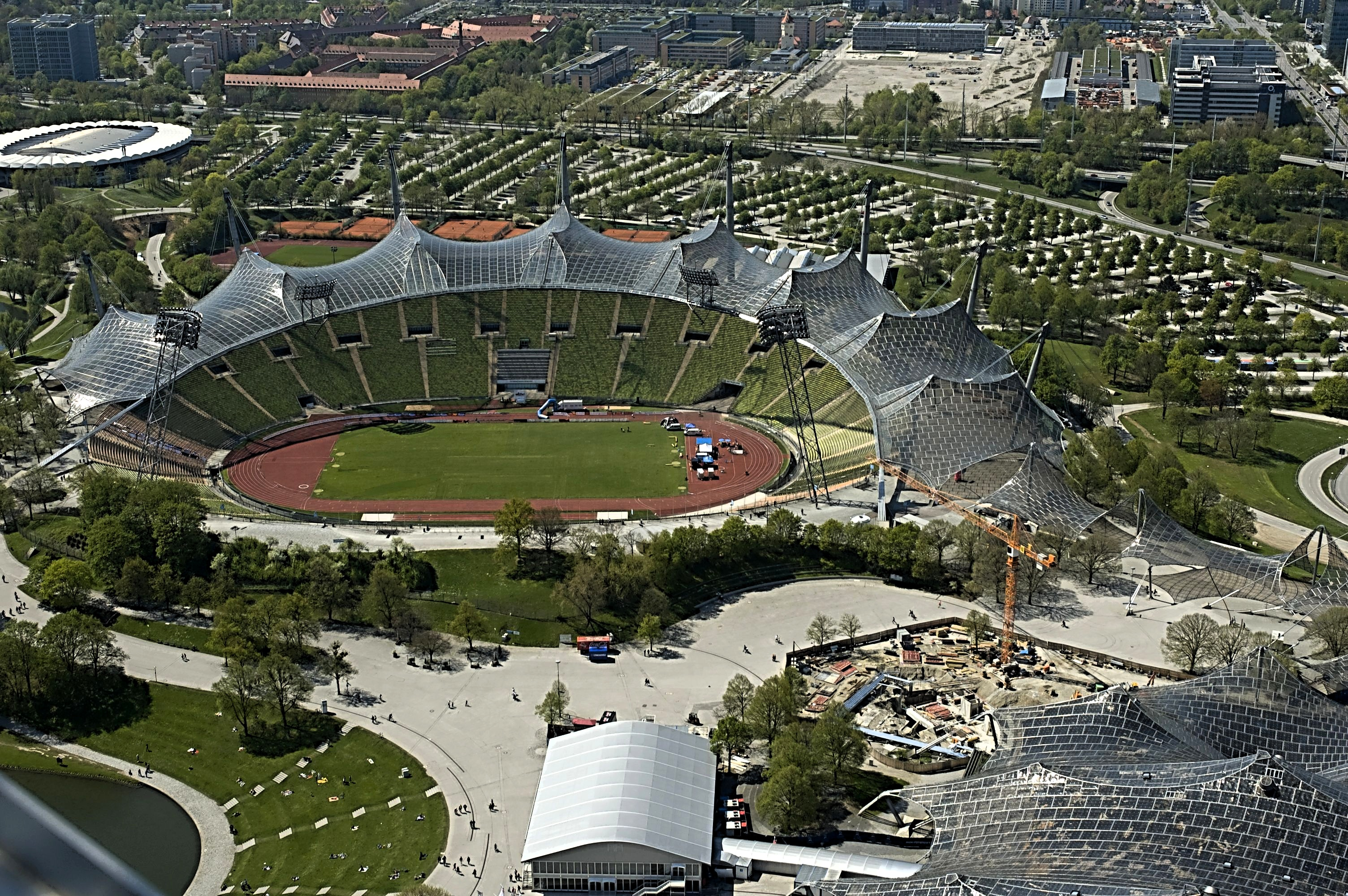
Das Olympiastadion in München von oben im Jahr 2009

Der Hochsprung der Männer bei den Leichtathletik-Europameisterschaften 2002 wurde am 6. und 8. August 2002 im Münchener Olympiastadion ausgetragen.
Die schwedischen Hochspringer errangen mit Silber und Bronze zwei Medaillen. Europameister wurde der russische Vizeweltmeister von 2001 Jaroslaw Rybakow. Er gewann vor Stefan Holm und Staffan Strand.

## Bestehende Rekorde
| Weltrekord           | 2,45 m | Javier Sotomayor | Salamanca, Spanien    | 27. Juli 1993   |
| Europarekord         | 2,42 m | Patrik Sjöberg   | Stockholm, Schweden   | 30. Juni 1987   |
| Meisterschaftsrekord | 2,35 m | Dragutin Topić   | EM Helsinki, Finnland | 10. August 1994 |

Der bestehende EM-Rekord wurde bei diesen Europameisterschaften nicht erreicht. Am höchsten sprang der russische Europameister Jaroslaw Rybakow im Finale mit 2,31 m, womit er vier Zentimeter unter dem Rekord blieb. Zum Europarekord fehlten ihm elf, zum Weltrekord vierzehn Zentimeter.

## Legende
Kurze Übersicht zur Bedeutung der Symbolik – so üblicherweise auch in sonstigen Veröffentlichungen verwendet:
| NM  | keine Höhe (no mark)  |
| ogV | ohne gültigen Versuch |
| –   | ausgelassen           |
| o   | übersprungen          |
| x   | gerissen              |

## Qualifikation
6. August 2002
29 Wettbewerber traten in zwei Gruppen zur Qualifikationsrunde an. Die Qualifikationshöhe für den direkten Finaleinzug betrug 2,26 m. Keiner der Athleten ging diese Höhe an, nachdem die Entscheidung über die Finalteilnahme bereits vorher gefallen war. So erreichten die zwölf bestplatzierten Hochspringer das aus mindestens zwölf Teilnehmern bestehende Finale. Durch Gleichplatzierungen von vier Sportlern auf dem zwölften Platz kam es dazu, dass insgesamt fünfzehn Springer zum Finale antreten konnten (hellgrün unterlegt), von denen einer auf sein Startrecht verzichtete. Für die Qualifikation reichten schließlich bei nicht zu vielen Fehlversuchen übersprungene 2,15 m.

### Gruppe A

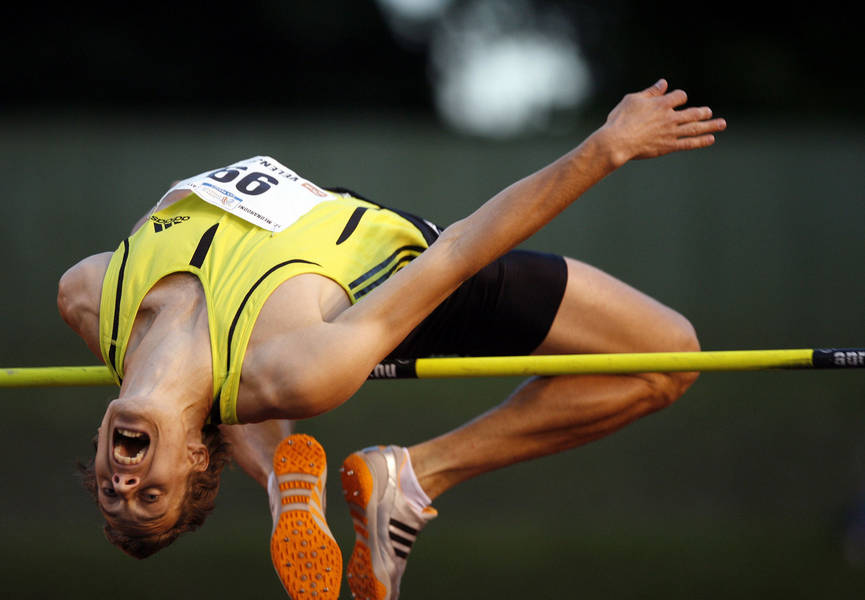
Rožle Prezelj hatte zu viele Fehlversuche und schied mit 2,15 m in der Qualifikation aus

| Platz | Name                  | Nation         | Höhe (m) |
| ----- | --------------------- | -------------- | -------- |
| 1     | Staffan Strand        | Schweden       | 2,20     |
| 1     | Jaroslaw Rybakow      | Russland       | 2,20     |
| 3     | Wilbert Pennings      | Niederlande    | 2,20     |
| 4     | Tomáš Janků           | Tschechien     | 2,20     |
| 4     | Martin Buß            | Deutschland    | 2,20     |
| 6     | Svatoslav Ton         | Tschechien     | 2,20     |
| 7     | Grzegorz Sposób       | Polen          | 2,15     |
| 8     | Ľuboš Benko           | Slowakei       | 2,15     |
| 9     | Rožle Prezelj         | Slowenien      | 2,15     |
| 9     | Giulio Ciotti         | Italien        | 2,15     |
| NM    | Konstantin Matusevich | Israel         | ogV      |
| NM    | Ville Vepsäläinen     | Finnland       | ogV      |
| NM    | Aljaksej Ljasnitschy  | Belarus        | ogV      |
| NM    | Dalton Grant          | Großbritannien | ogV      |

### Gruppe B
| Platz | Name                    | Nation         | Höhe (m) |
| ----- | ----------------------- | -------------- | -------- |
| 1     | Stefan Holm             | Schweden       | 2,20     |
| 1     | Grégory Gabella         | Frankreich     | 2,20     |
| 3     | Pawel Fomenko           | Russland       | 2,20     |
| 4     | Jan Janků               | Tschechien     | 2,20     |
| 5     | Alessandro Talotti      | Italien        | 2,20     |
| 6     | Andrea Bettinelli       | Italien        | 2,15     |
| 6     | Oskari Frösén           | Finnland       | 2,15     |
| 6     | Aleksander Waleriańczyk | Polen          | 2,15     |
| 9     | Henads Maros            | Belarus        | 2,15     |
| 10    | Martin Stauffer         | Schweiz        | 2,15     |
| 10    | Ştefan Vasilache        | Rumänien       | 2,15     |
| 10    | Ben Challenger          | Großbritannien | 2,15     |
| NM    | Metin Durmuşoğlu        | Türkei         | ogV      |
| NM    | Dimítrios Sirrákos      | Griechenland   | ogV      |
| NM    | Andrej Tschubsa         | Belarus        | ogV      |

## Finale
8. August 2002
| Platz | Name                    | Nation      | Resultat (m) | 2,18 m | 2,22 m | 2,25 m | 2,27 m | 2,29 m | 2,31 m | 2,33 m |
| 1     | Jaroslaw Rybakow        | Russland    | 2,31         | –      | o      | –      | o      | o      | o      | –      |
| 2     | Stefan Holm             | Schweden    | 2,29         | –      | o      | –      | xo     | o      | xx–    | x      |
| 3     | Staffan Strand          | Schweden    | 2,27         | –      | o      | –      | o      | –      | xxx    |        |
| 4     | Alessandro Talotti      | Italien     | 2,27         | o      | xo     | xo     | o      | xxx    |        |        |
| 5     | Tomáš Janků             | Tschechien  | 2,25         | xo     | xo     | o      | xxx    |        |        |        |
| 6     | Svatoslav Ton           | Tschechien  | 2,25         | o      | o      | xo     | xxx    |        |        |        |
| 7     | Martin Buß              | Deutschland | 2,25         | xo     | o      | xxo    | xxx    |        |        |        |
| 8     | Jan Janků               | Tschechien  | 2,22         | –      | xo     | xxx    |        |        |        |        |
| 9     | Oskari Frösén           | Finnland    | 2,18         | o      | xxx    |        |        |        |        |        |
| 9     | Grégory Gabella         | Frankreich  | 2,18         | o      | xxx    |        |        |        |        |        |
| 9     | Andrea Bettinelli       | Italien     | 2,18         | x      | –      | xxx    |        |        |        |        |
| 12    | Pawel Fomenko           | Russland    | 2,18         | xo     | xxx    |        |        |        |        |        |
| 13    | Wilbert Pennings        | Niederlande | 2,18         | xxo    | xxx    |        |        |        |        |        |
| 13    | Aleksander Waleriańczyk | Polen       | 2,18         | xxo    | xxx    |        |        |        |        |        |
| DNS   | Grzegorz Sposób         | Polen       |              |        |        |        |        |        |        |        |

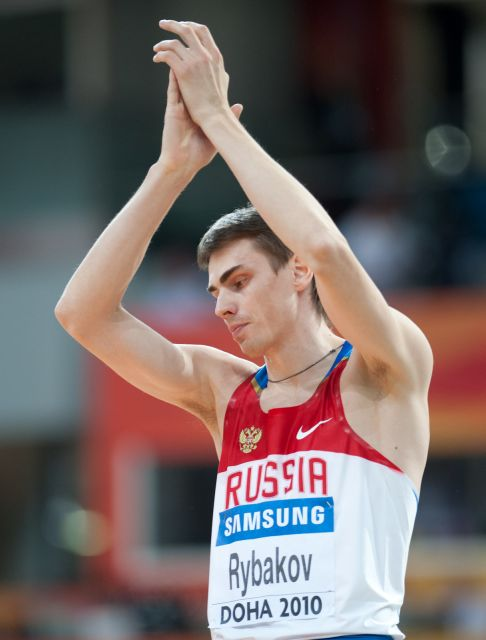
Jaroslaw Rybakow, Vizeweltmeister von 2001, wurde nun Europameister

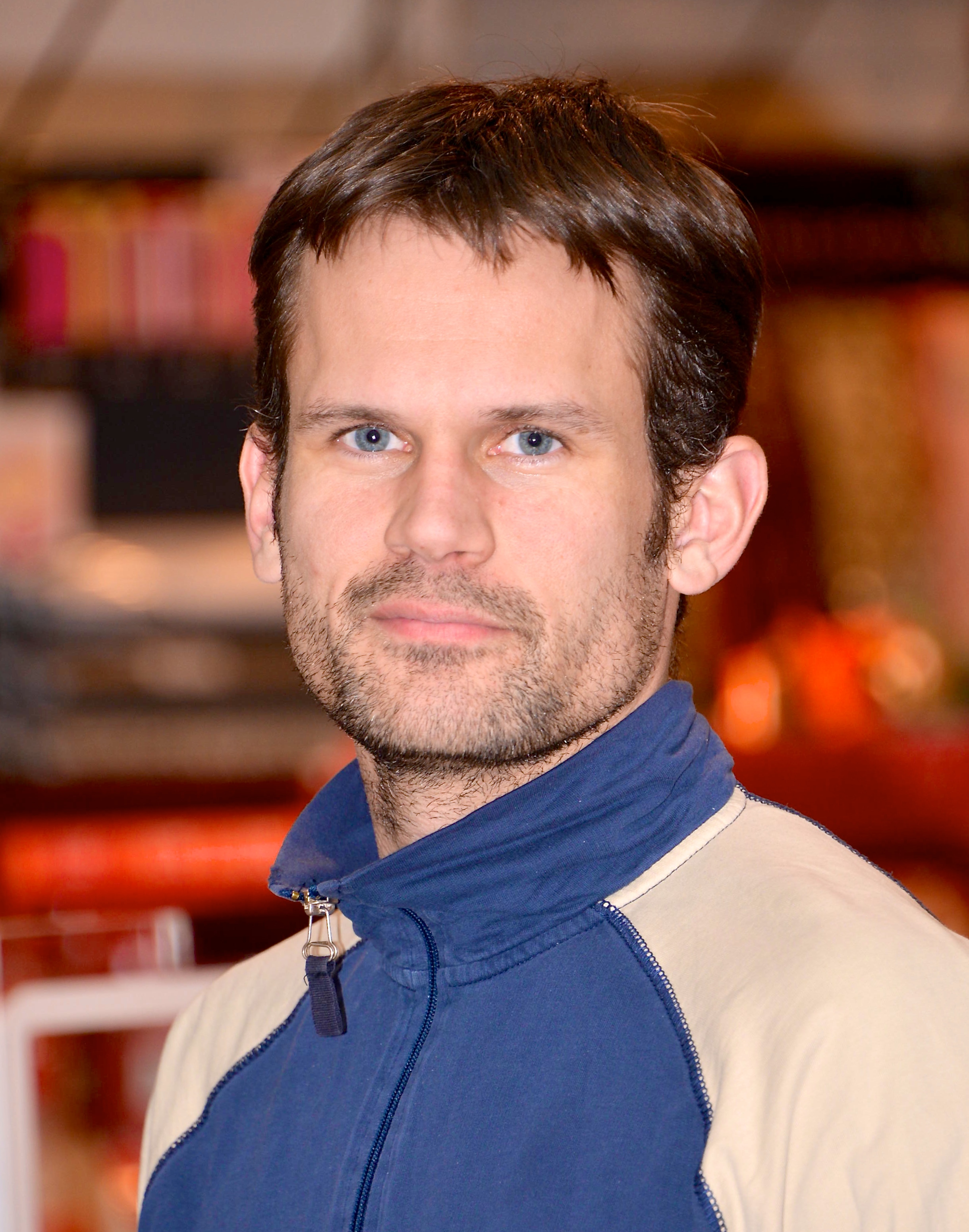
Vizeeuropameister Stefan Holm – auch in den Folgejahren war er weiter sehr erfolgreich
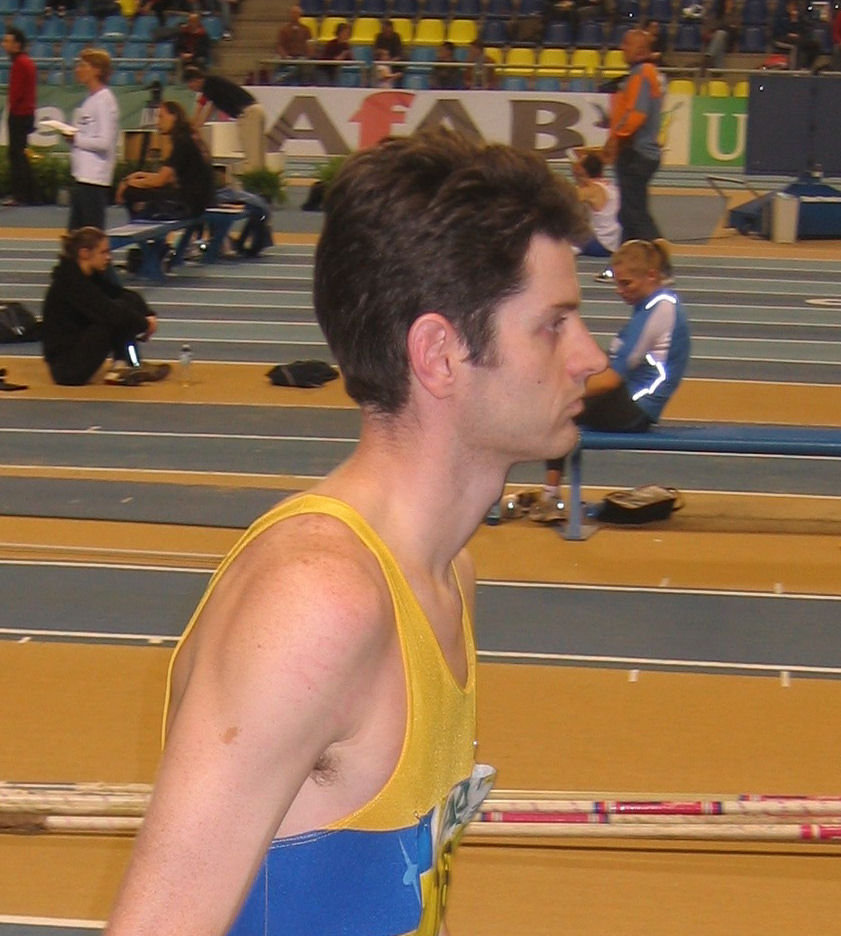
Wilbert Pennings kam auf den geteilten dreizehnten Platz
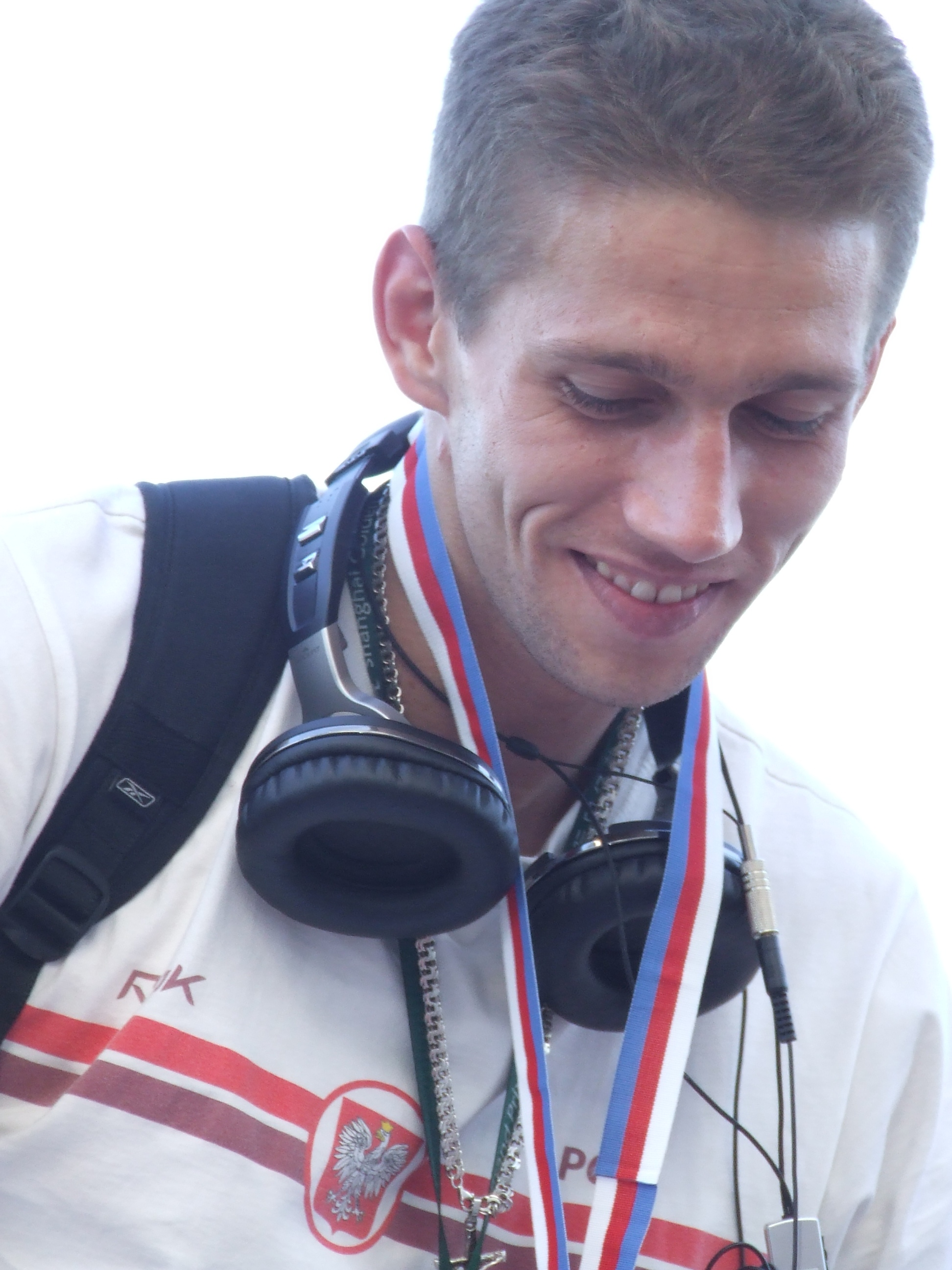
Aleksander Waleriańczyk belegte den geteilten Rang dreizehn

## Videolinks
- EUROPEAN CHAMPIONSHIPS-MUNICH 2002-PART2, Bereiche 0:50 min – 1:05 min / 2:56 min – 3:15 min / 6:50 min – 7:41 min, youtube.com, abgerufen am 20. Januar 2023
- EUROPEAN CHAMPIONSHIPS MUNICH 2002 PART 3, Bereiche 0;00 min – 0:28 min / 1:20 min – 1:38 min / 2;38 min – 2:56 min / 4:18 min – 7:01 min / / 9:11 min – 9:52 min, youtube.com, abgerufen am 20. Januar 2023
- EUROPEAN CHAMPIONSHIPS MUNICH 2002 PART4, Bereiche 5;03 min – 5:48 min / 6:50 min – 7:41 min, youtube.com, abgerufen am 20. Januar 2023
- EUROPEAN CHAMPIONSHIPS MUNICH 2002 PART5, Bereiche 0:00 min – 1:52 min, youtube.com, abgerufen am 20. Januar 2023